# Lee Joo-yeon
Lee Joo-yeon (hangul: 이주연; hanja: 李周姸; rr: I Ju-yeon; MR: Yi Chu-yŏn; Seul, 19 de março de 1987), mais frequentemente creditada apenas como Jooyeon (hangul: 주연), é uma atriz e modelo sul-coreana. Realizou sua estreia no cenário musical em janeiro de 2009 como membro do grupo feminino After School, deixando o mesmo em dezembro de 2014. Iniciou sua carreira de atriz através de uma participação na série de televisão Smile Again.

## Biografia
Em meados de 2011, Jooyeon se formou na Universidade de Mulheres de Dongbuk com um grande destaque na transmissão. Ela se formou em 22 de fevereiro. Jooyeon era famosa na  internet antes da estréia por ser uma Ulzzang, ou "melhor cara", que consistia em ser conhecida por suas características de beleza natural.
Em 21 de novembro de 2011, Jooyeon foi internada no hospital com nefrite aguda . Em 29 de novembro, ela recebeu alta e retomou todas as atividades do grupo.

## Carreira

### After School
Jooyeon estreou com After School em sua primeira aparição não oficial em 29 de dezembro de 2008 no SBS Song Festival, realizando "Play Girlz" com Son Dam-bi. Em meados de 2009, alguns dias antes da estreia da After School, o grupo lançou seu single de estreia, intitulado AH! acompanhado de seu primeiro extended play, New Schoolgirl em 15 de janeiro. Em 17 de janeiro, o grupo fez sua primeira apresentação ao vivo no Music Core. Em 2011, ela se tornou a líder da unidade A.S. Blue. A subunidade estreou com o lançamento do single "Wonder Boy" em 20 de julho.

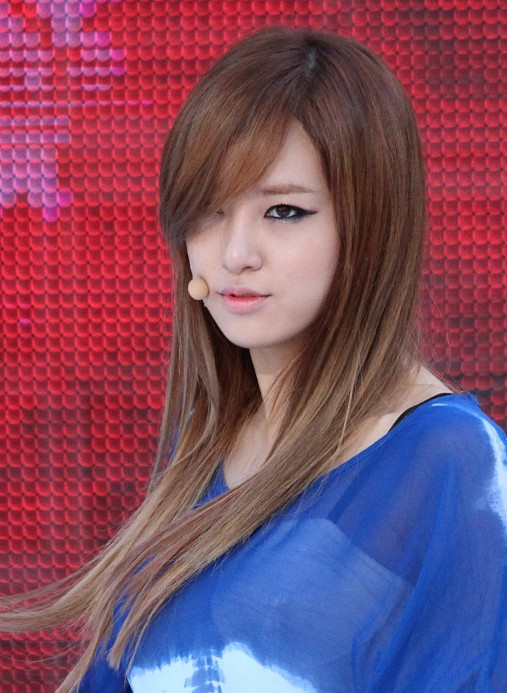
Jooyeon performando no Super M Concert, em 28 de julho de 2012.

Em 31 de dezembro de 2014, o contrato de Jooyeon com a Pledis Entertainment expirou e ela se graduou do After School em 30 de junho de 2015 após as promoções do grupo no Japão.

### Atividades solos
Ela fez sua estréia como atriz no drama Smile Again e foi membro do elenco no programa de variedades Invincible Youth. Ao longo dos anos, ela atuou como papéis de apoio em vários dramas e filmes. Em janeiro de 2015, Jooyeon assinou com Better Entertainment para prosseguir sua carreira na atuação.

## Filmografia

### Filmes
| Ano  | Título                       | Papel       |
| ---- | ---------------------------- | ----------- |
| 2007 | My Tutor Friend 2            | Azumi       |
| 2015 | Sorry, I Love You, Thank You | Jung Hye-mi |
| 2017 | The King                     | Cha Mi-lian |

### Séries de televisão
| Ano  | Título                          | Emissora | Papel              |
| ---- | ------------------------------- | -------- | ------------------ |
| 2010 | Smile Again                     | KBS      | Yoon Sae-young     |
| 2012 | Salamander Gugu And The Shadows | SBS      | Shi-ra             |
| 2012 | Reply 1997                      | TVN      | Dr. Lee Joo-yeon   |
| 2012 | Jeon Woo-chi                    | KBS      | Eun-woo            |
| 2013 | Monstar                         | Mnet     | Ah-ri              |
| 2013 | Reply 1994                      | tvN      | Dr. Lee Joo-yeon   |
| 2014 | A New Leaf                      | MBC      | Lee Mi-ri          |
| 2014 | Hotel King                      | MBC      | Chae-won           |
| 2016 | Immortal Goddess                | Naver    | Soo-jung           |
| 2016 | The Facetale: Shinderiya        | oksusu   | Shin De-ri         |
| 2016 | Fantastic                       | JTBC     | Atriz              |
| 2016 | Entourage                       | TVN      | Lee Joo-yeon       |
| 2017 | Saimdang, Memoir of Colors      | SBS      | Princessa Jeongsun |
| 2017 | All Kinds of Daughters-In-Law   | MBC      | Hwang Geum-byul    |
| 2018 | The Undateables                 | SBS      | Su-ji              |
| 2018 | Devilish Joy                    | Dramax   | Lee Ha-yim         |

### Programas de variedades
| Ano  | Título           | Emissora | Papel                    | Notas                                  |
| ---- | ---------------- | -------- | ------------------------ | -------------------------------------- |
| 2010 | Invincible Youth | KBS2     | Membro regular do elenco |                                        |
| 2012 | Music And Lyrics | MBC      | Membro regular do elenco | Participação especial com Lee Tae-sung |